# Mycetophila ocultans
Mycetophila ocultans är en tvåvingeart som beskrevs av Lundstrom 1913. Mycetophila ocultans ingår i släktet Mycetophila och familjen svampmyggor. Inga underarter finns listade i Catalogue of Life.